# Nhơn Hội, An Giang
Nhơn Hội là một xã thuộc huyện An Phú, tỉnh An Giang, Việt Nam.

## Địa lý

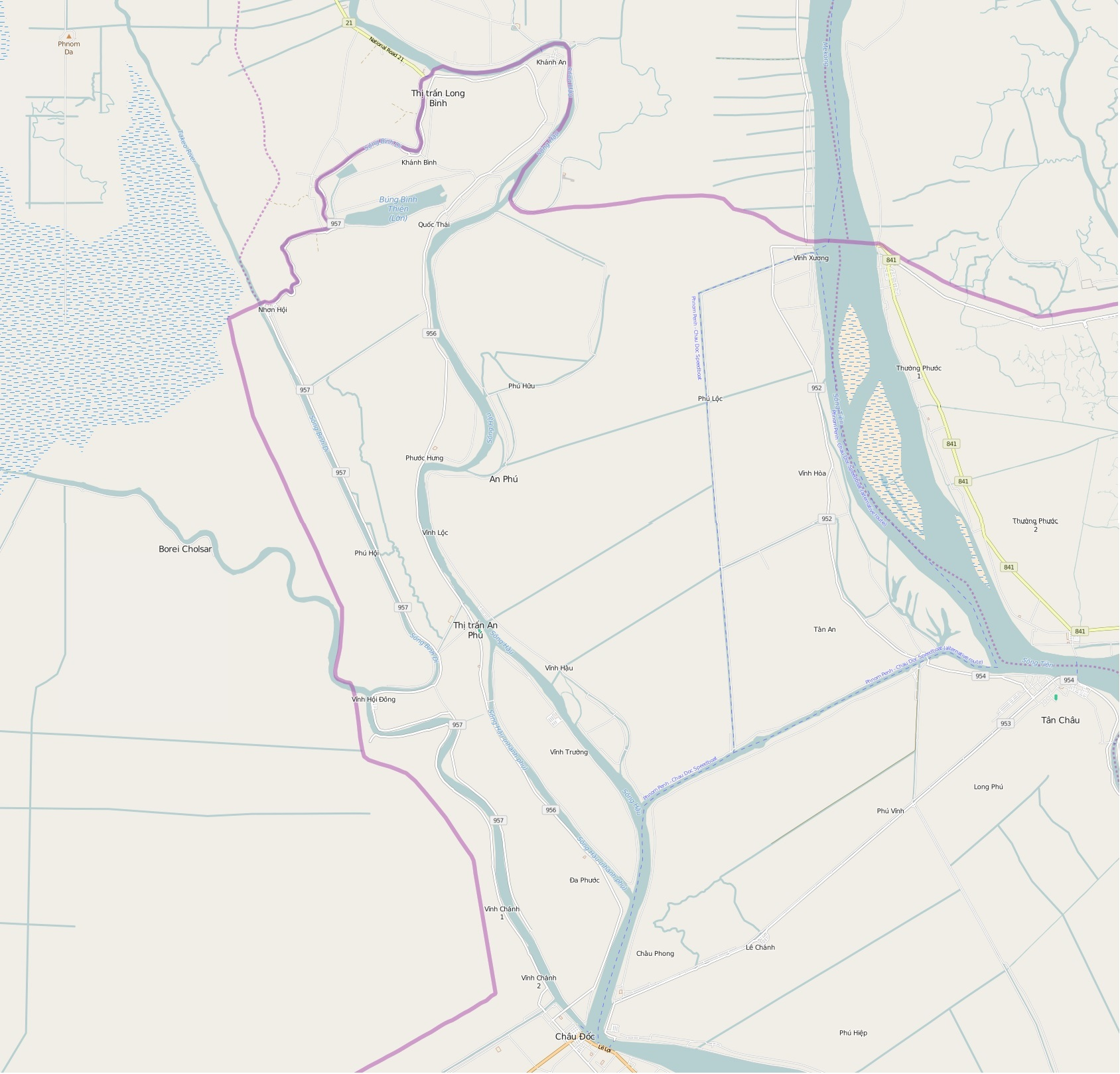
Bản đồ huyện An Phú tỉnh An Giang.

Nhơn Hội là một xã biên giới nằm ở phía tây bắc huyện An Phú, có vị trí địa lý:
- Phía đông giáp xã Quốc Thái
- Phía tây giáp Campuchia
- Phía nam giáp xã Phú Hội
- Phía bắc giáp xã Khánh Bình và Campuchia.

Phía bên kia biên giới xã Sampeou Poun của huyện Koh Thum, tỉnh Kandal, Campuchia.
Xã Nhơn Hội có diện tích 12,96 km², dân số năm 2019 là 10.675 người, mật độ dân số đạt 824 người/km².
Trung tâm xã Nhơn Hội nằm ở ấp Bắc Đai, ngay ngã ba sông Châu Đốc - sông Bình Di - sông Lò Gò (Angkor Borei).

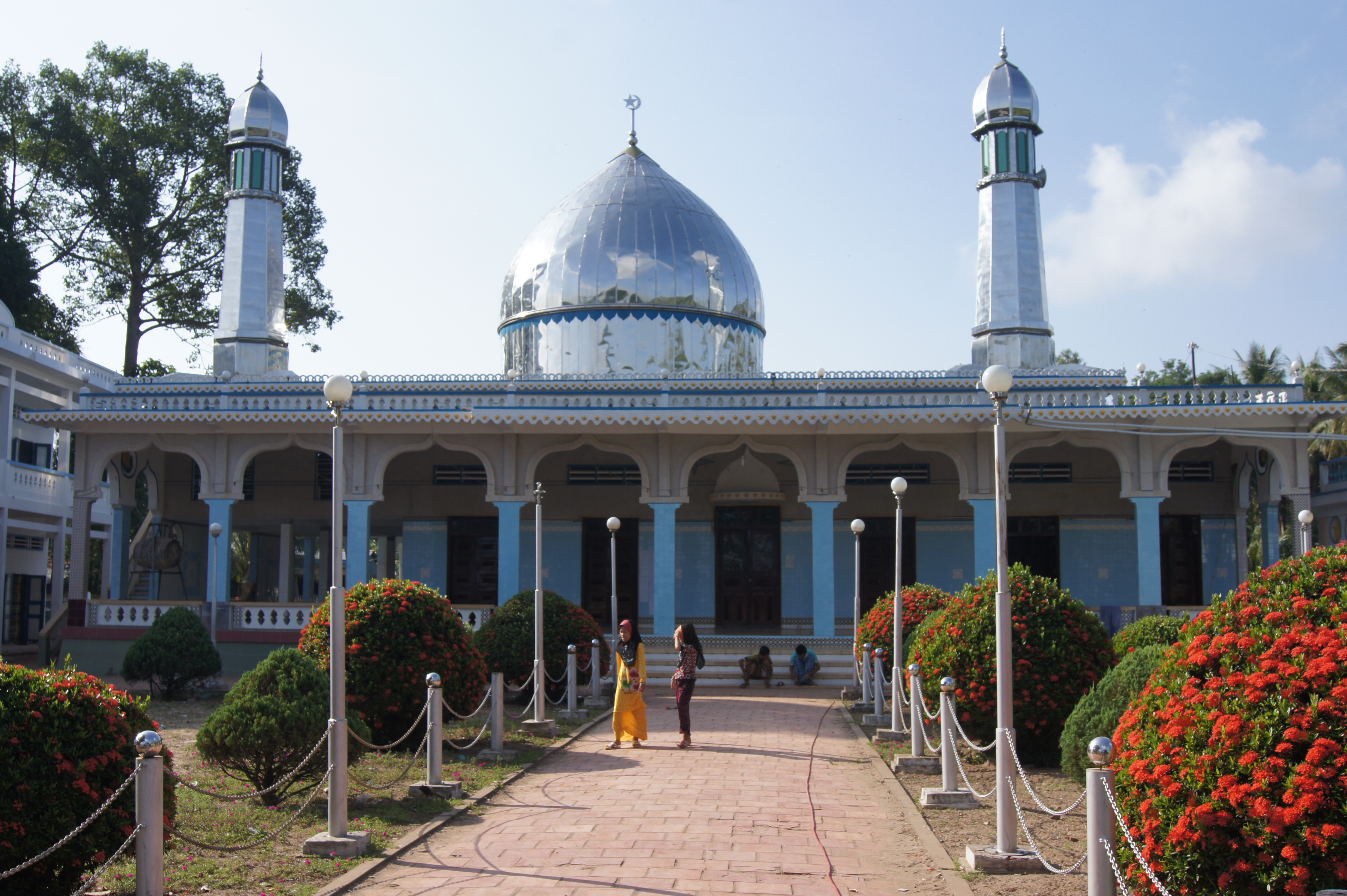
Masjid Khay Ri Yahx thuộc ấp Búng Lớn, xã Nhơn Hội.

Bên cạnh người Kinh, xã Nhơn Hội có một cộng đồng lớn người Chăm sinh sống dọc bên bờ Búng Bình Thiên ở ấp Búng Lớn và Tắc Trúc.

## Hành chính
Xã được chia thành 3 ấp là: Bắc Đai, Tắc Trúc và Búng Lớn.

## Giáo dục
Ngày nay, hệ thống cơ sở hạ tầng giáo dục đã tốt so với trước kia. Hiện xã đã có trường Trung học cơ sở.
Điều kiện kinh tế còn khó khăn, ngoại trừ một số hộ dân có điều kiện kinh doanh buôn bán nhỏ với phía bạn Campuchia có cuộc sống tương đối ổn định, phần lớn đại bộ phận nhân dân không có đất canh tác nên di cư đến các tỉnh miền Đông (Bình Dương, Đồng Nai, Thành phố Hồ Chí Minh) và các vùng khác trong tỉnh (Châu Đốc, Long Xuyên) để làm thuê.

## Y tế
Hiện nay xã nhơn hội có trạm y tế xã với nhiều thiết bị hiện đại

## Giao thông
Từ thành phồ Châu Đốc về trung tâm huyện An Phú (13 km) và từ thị trấn An Phú kéo dài đến tận biên giới, thị trấn Long Bình (23 km) được mở rộng và hình thành QL91C. cầu Long Bình - Chrey Thom đã hoàn thành giúp thời gian đi từ Châu Đốc - Phnom Penh (110 km) thuận lợi, dễ dàng.
Từ ngã tư xã Quốc Thái (cách thị trấn biên giới Long Bình 10 km) rẽ trái vào là đến khu du lịch sinh thái hồ nước trời Búng Bình Thiên. Đip 4,5 km dọc sông Bình Di (một nhánh phía Tây của Sông Hậu bắt nguồn từ Campuchia rẽ vào Việt Nam tại đầu nguồn Khánh Bình), tuyến biên giới là đến trung tâm hành chính xã Nhơn Hội. Đường nhựa phẳng lì, xe ô tô lớn trên 40 chỗ và xe tải chở hàng có thể về tận trung tâm xã.
Ngoài ra, tại đồn đối diện đồn biên phòng 937 mới xây xong cầu Xẻo Tre.
Từ ngã ba sông Nhơn Hội, ngoài tuyến đường thủy (cano) đi Campuchia, còn có tuyến đường thủy đi Châu Đốc (khoảng 30 km), chạy dọc biên giới qua các xã Phú Hội, Vĩnh Hội Đông, Đa Phước. Đây là tuyến đường sông quan trọng thứ hai ở huyện An Phú, sau tuyến đường sông từ Châu Đốc đi cửa khẩu Khánh Bình thông qua ngã thị trấn An Phú.
An Phú là một huyện cù lao, phù sa hàng năm, giao thông thủy chiếm phần quan trọng trong đời sống kinh tế xã hội.

## Di tích - Thắng cảnh
Nhơn Hội là một xã biên giới thuần nông, nhưng có rất nhiều điểm thú vị: Búng Bình Thiên xanh biếc quanh năm. Làng Chăm nên thơ bên Búng Bình Thiên, những khúc sông của dòng Bình Di uốn lượn liên lục tạo một cảm giác phiêu lưu thích thú...

## Lịch sử
- Theo địa bạ tỉnh An Giang được xác lập ngày mùng 3 tháng 6 năm Minh Mạng thứ 17 (Dương lịch 1836), thôn Nhơn Hội thuộc tổng Châu Phú, huyện Tây Xuyên, phủ Tuy Biên[3].
- Năm 1984, ấp 4 của xã Nhơn Hội cùng với ấp 1 của xã Phước Hưng và các cồn Bắc, cồn Nam, cồn Liệt sĩ của xã Phú Hữu được tách ra để thành lập xã Quốc Thái.[4]
- Ngày 13 tháng 11 năm 1991 huyện Phú Châu chia lại thành hai huyện An Phú và Tân Châu, xã Nhơn Hội thuộc huyện An Phú.